# U-852
U-852 — большая океанская немецкая подводная лодка типа IXD2 времён Второй мировой войны. Заказ на постройку субмарины был отдан 20 января 1941 года. Лодка была заложена 15 апреля 1942 года на верфи компании АГ Везер в Бремене под строительным номером 1058, спущена на воду 28 января 1943 года, вошла в строй 15 июня 1943 года под командованием капитан-лейтенанта Хайнца-Вильгельма Эка.

## Флотилии
- 15 июня 1943 года — 31 января 1944 4-я флотилия (учебная)
- 1 февраля — 3 мая 1944 12-я флотилия

## Боевая служба
Лодка совершила один боевой поход, потопила 2 судна суммарным водоизмещением 9 972 брт. 13 марта 1944 года лодка двумя торпедами потопила греческий транспорт Peleus (4695 брт), причём после гибели судна командир приказал уничтожить все обломки, чтобы скрыть своё пребывание в районе, в том числе расстреливая плоты со спасающимися моряками из пулемёта. Из 39 членов экипажа парохода выжили только трое. С потопленным через две недели, 1 апреля, британским транспортом Dahomian (5277 брт) Хайнц-Вильгельм Эк так уже не поступил, и из 51 члена экипажа 49 были спасены двумя австралийскими вооружёнными китобойными судами.
Затонула 3 мая 1944 года в Арабском море, у восточного берега Сомали, в районе с координатами 09°32′ с. ш. 50°59′ в. д. после того, как села на мель, уклоняясь от атаки шести британских самолётов типа «Веллингтон». 7 человек погибли, 59 выжили. По состоянию на 2021 год остов лодки всё ещё выступает из воды на месте гибели.
Инцидента с «Пелеусом» оказалось достаточно для того, чтобы Эк вместе с ещё двумя офицерами лодки были признаны военными преступниками и расстреляны 30 ноября 1945 года в Гамбурге.